# Líneas Aéreas Azteca

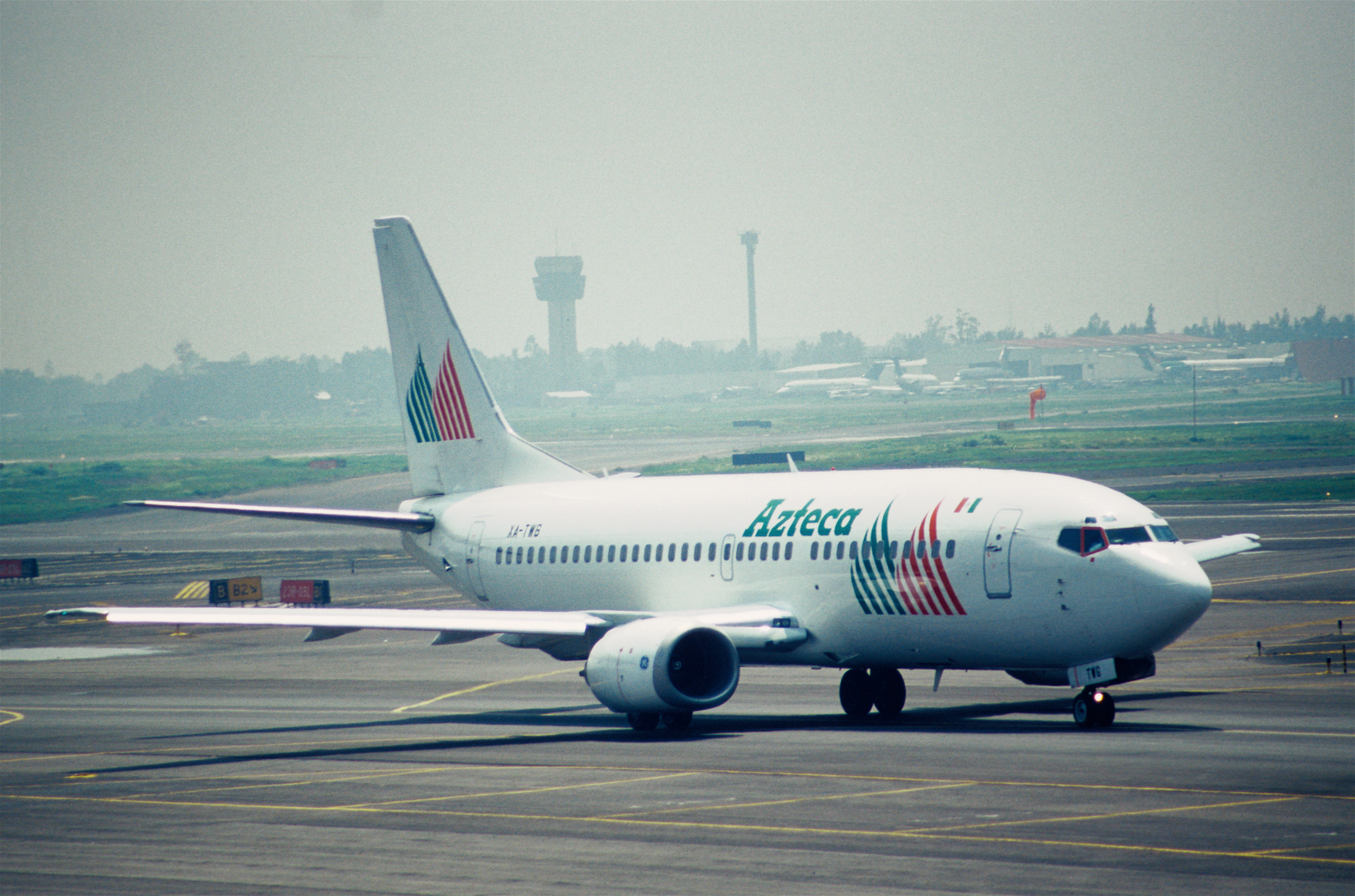
Boeing 737-3K2 de (XA-TWG) de Líneas Aéreas Azteca en el Aeropuerto Internacional de la Ciudad de México.

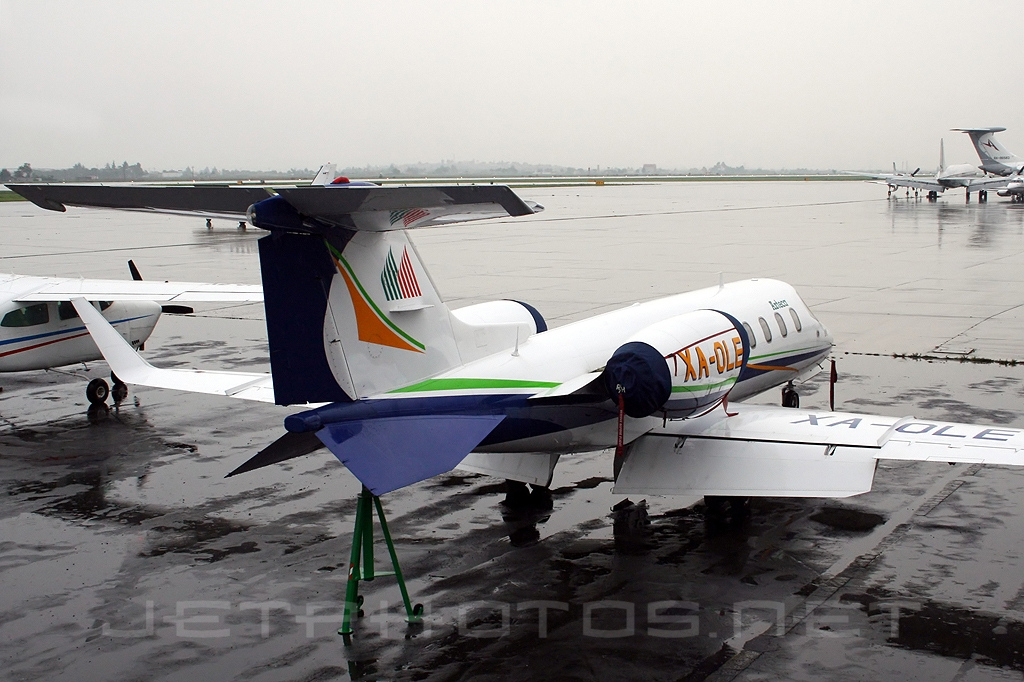
Learjet 31 (XA-OLE) de Líneas Aéreas Azteca en el Aeropuerto de Toluca.

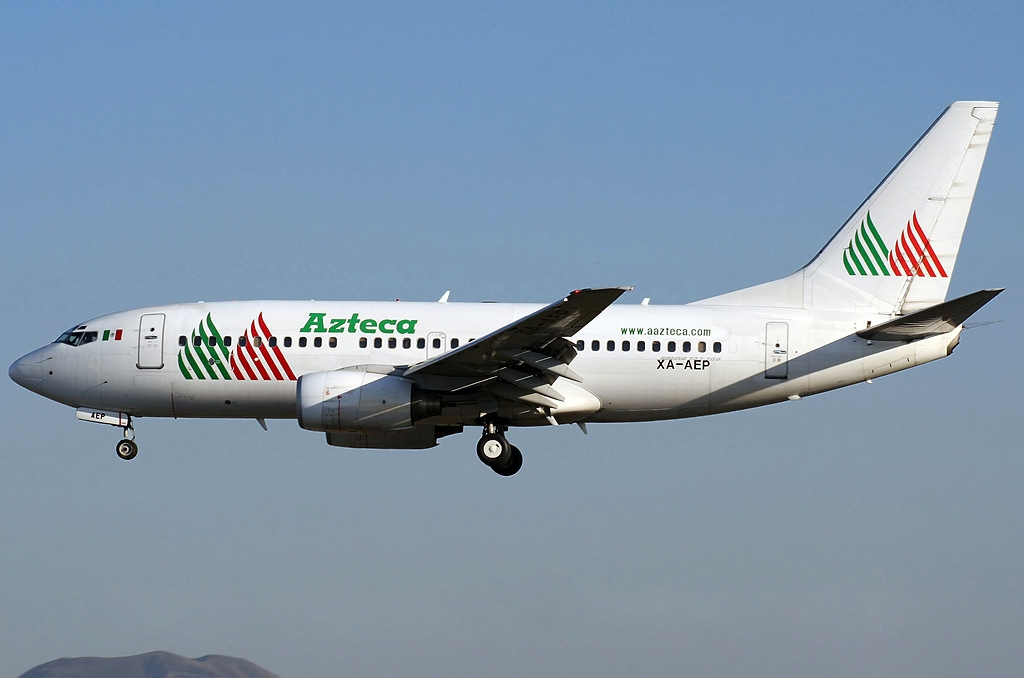
Boeing 737-7EA (XA-AEP) de Líneas Aéreas Azteca en el Aeropuerto Internacional de la Ciudad de México.

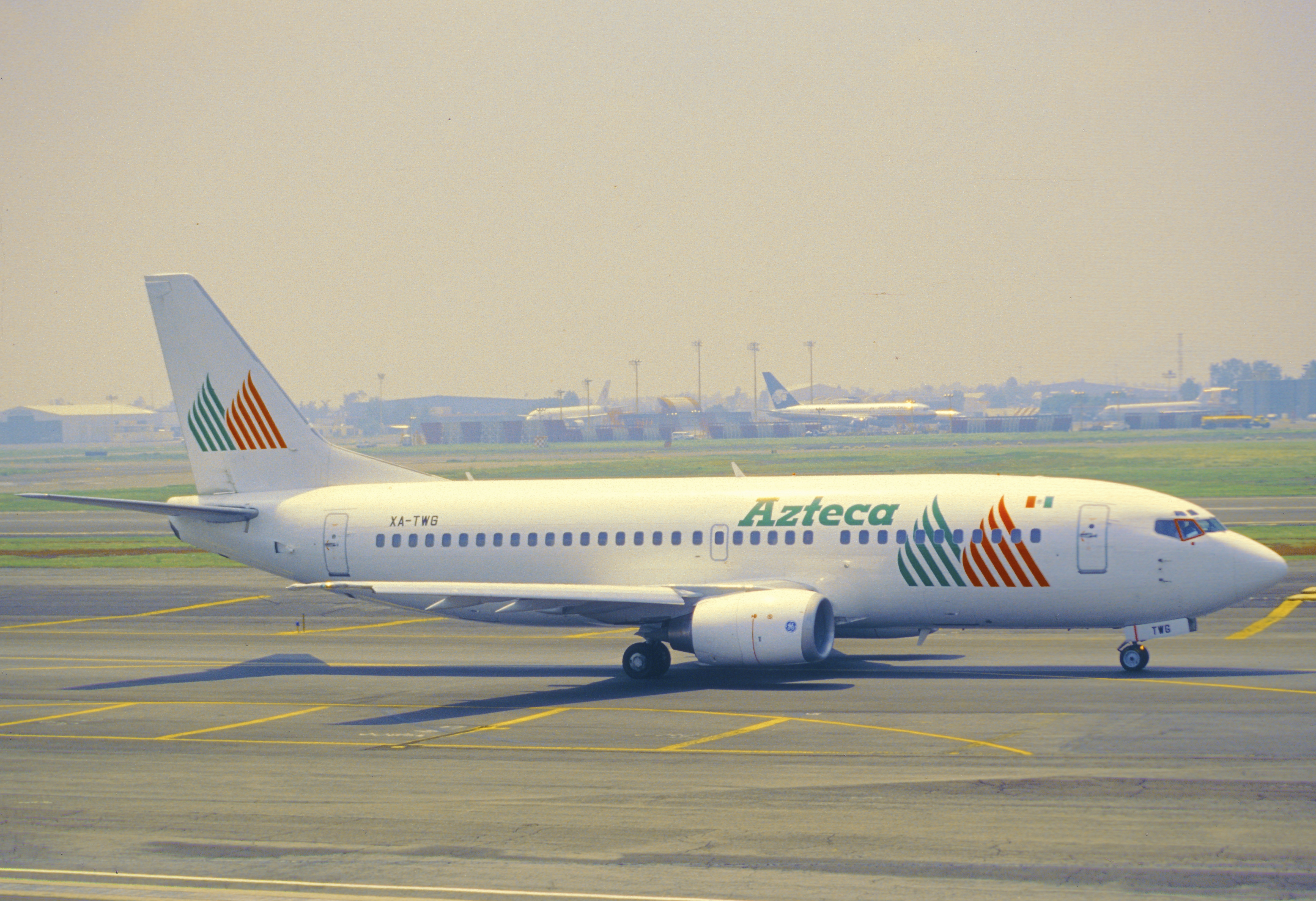
Boeing 737-3K2 de (XA-TWG) de Líneas Aéreas Azteca en el Aeropuerto Internacional de la Ciudad de México.

Líneas Aéreas Azteca fue una aerolínea mexicana que nació en 2000 para servir rutas en México y destinos en Estados Unidos.
Líneas Aéreas Azteca iniciaron operaciones el primero de junio de 2001, ofreciendo una alternativa de transporte aéreo de calidad, planificada para operar bajo el esquema internacional Low Cost, con aviones de nueva generación. La población la identificaba usualmente con TAESA, una de las primeras Low Cost Carrier de México, a la que se acusó de tener un mal servicio de mantenimiento y cuya vida terminó con un accidente a fines de 1999. Desde un principio, Líneas Aéreas Azteca trató de diferenciarse de TAESA sobre todo mediante el uso de una flota completamente nueva y otros socios. Sin embargo, retomó algunas de sus rutas.
El 26 de marzo de 2007 fue suspendida definitivamente su certificación de vuelo por la Secretaría de Comunicaciones y Transportes del gobierno de México, por sus problemas financieros y no cumplir con los estándares de seguridad requeridos.
Esta aerolínea en particular fue la primera en el país en tener los 737-700 pero estos no tenían winglet. Cuando fue su cese de operaciones, Aeroméxico adquirió los pocos que quedaban, de los cuales algunos fueron retirados en el año 2010.

## Destinos

### México
Acapulco, Aguascalientes, Cancún, Chihuahua, León, Ciudad de México, Ciudad Juárez, Culiacán, Guadalajara, Hermosillo, Mexicali, Monterrey, Morelia, Oaxaca, Puebla, Puerto Vallarta, San Francisco de Campeche, Tijuana, Toluca, Uruapan, Zacatecas.

### Estados Unidos
Nueva York, Oakland, Ontario.

## Flota
- 3 Boeing 737-700 XA-AEP, XA-AEQ, XA-TWF
- 6 Boeing 737-300 XA-AAU, XA-AAV, XA-CAS, XA-TWG, XA-UCL, XA-UCP

- Datos: Q3089158
- Multimedia: Líneas Aéreas Azteca / Q3089158